# SHiLL
SHiLL(しる)は日本の作詞家、作曲家。SCRAMBLES EAST所属。

## 主な作品
- BiSH アユニ・D ソロアルバム ｢PEDRO｣より "ハッピーに生きてくれ" トラックデザイン(2018年)
- GANGPARADE アルバム  ｢LOVE PARADE｣ より"Plastic smile" 作詞(2019年)
- 金澤朋子 配信限定シングル "黄色い線の内側で並んでお待ちください"作詞(2020年)
- GO TO THE BEDS アルバム｢G/P｣より"ANSWER"作詞(2020年)
- PARADISES アルバム｢PARADISES｣より "YEAH!!" 作曲(2020年)

## 関連URL
- 公式Twitter https://twitter.com/emptyroom401?s=21